# Conflicte territorial de l'arxipèlag de Chagos

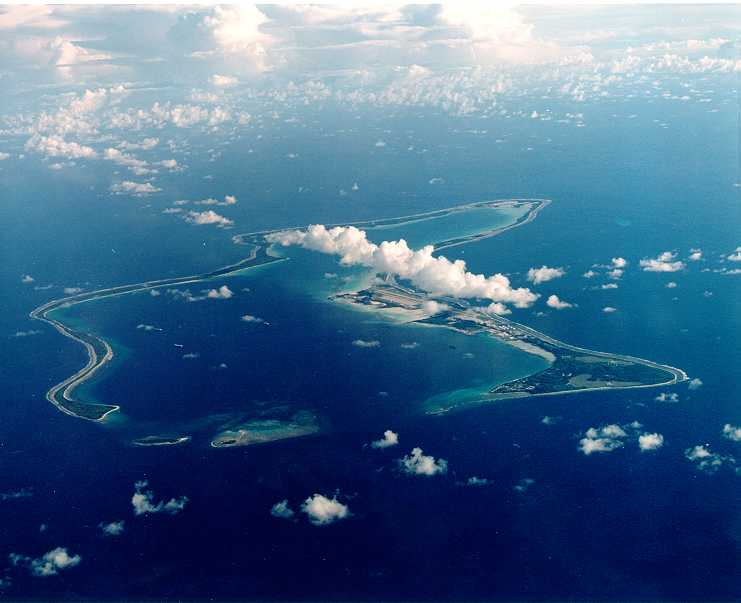
Imatge de l'illa Diego Garcia, una de les més importants de l'arxipèlag

La disputa territorial de l'arxipèlag de Chagos és el litigi que la República de Maurici i el Regne Unit sostenen per la sobirania de l'arxipèlag de Chagos, el qual es troba a l'oceà Índic, a 500 km al sud de les Maldives. L'arxipèlag es troba des de 1965 sota control del Regne Unit, que l'administra com a part del Territori Britànic de l'Oceà Índic.

## Rerefons històric
Les illes van ser descobertes pel navegant i explorador portuguès Pedro Mascarenhas el 1512. Les illes es van mantenir deshabitades fins al 1638 quan van ser colonitzades per l'Imperi neerlandès que les van nomenar Maurici en honor del príncep Maurici de Nassau. A causa de canvis climàtics, els ciclons i la deterioració del sòl fèrtil, els neerlandesos van abandonar les illes algunes dècades després. El Regne de França va controlar-les durant el segle xviii i les van anomenar Illa de França.
Malgrat guanyar la batalla de Grand-Port, iniciada el 23 d'agost de 1810 en la qual les forces navals franceses al comandament del comodor Guy-Victor Duperré van vèncer les forces britàniques comandades per Nesbit Willoughby, els francesos van ser derrotats pels britànics al nord de l'illa, a Cap Malheureux, un mes després, i el 6 de desembre de 1810 Maurici va capitular davant el vicealmirall Albemarle Bertie. Això va significar la pèrdua de la possessió a favor de l'imperi Britànic i la posterior reversió de l'illa al seu nom antic.

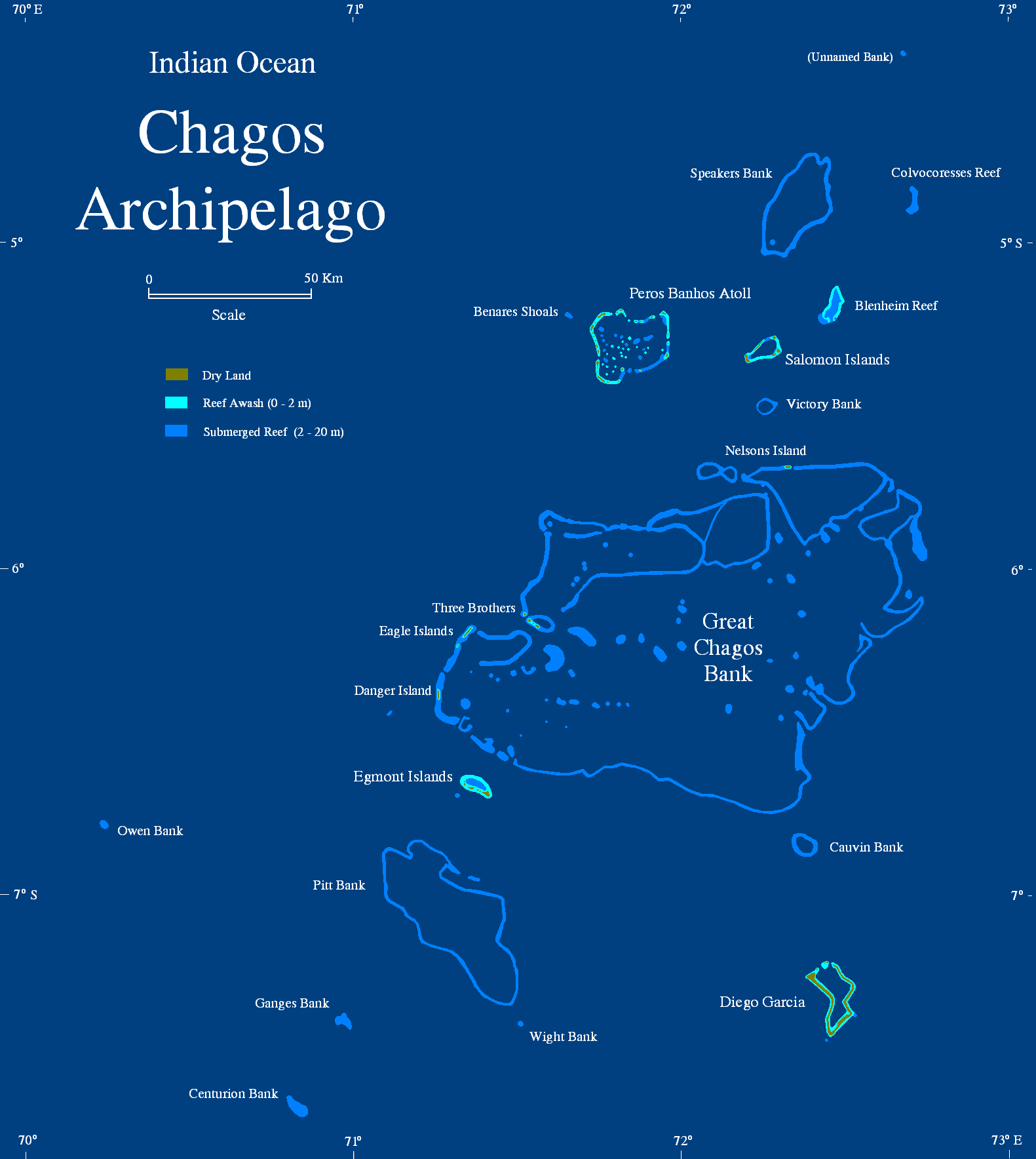
Mapa de l'arxipèlag de Chagos

El 1888, el Regne Unit segregà Maurici i Seychelles en dues colònies britàniques separades.
L'any 1954 el Regne Unit va cedir l'Illa de Tromelin a França i tot i ser reclamada per Maurici.
El 1965, el Regne Unit va separar l'arxipèlag de Chagos de Maurici per crear el Territori Britànic en l'Oceà Índic amb la finalitat d'utilitzar aquestes illes amb finalitats militars juntament amb els Estats Units que va arrendar l'illa Diego Garcia durant 50 anys (fins al 2016 i prorrogat fins al 2036). A pesar que el govern colonial de Maurici va estar d'acord amb aquesta maniobra, els posteriors governs independents han reclamat aquestes illes assenyalant que la segregació va ser il·legal a la llum del dret internacional.
Maurici va aconseguir la independència el 1968 i es va convertir en una república dins de la Commonwealth el 1992.

## Expulsió del poble îlois

Bandera del poble îlois

El Govern britànic va expulsar entre 1965 i 1973, en plena Guerra Freda, els habitants de l'illa, el poble îlois, com a condició dels Estats Units per arrendar i construir-hi una base militar. Els îlois eren el poble originari de l'arxipèlag i van ser forçats a un exili obligat, i abandonar les seves llars i pertinences sense que les autoritats colonials britàniques tinguessin en consideració ni els seus desitjos ni interessos. La majoria dels deportats van ser enviats a Maurici i les Seychelles.

## L'ONU i el TIJ respecte a la disputa
L'Assemblea General de les Nacions Unides (ONU) va decidir el juny de 2017 demanar al Tribunal Internacional de Justícia (TIJ) que es pronunciés sobre el futur de les illes de Chagos, en una votació que va tenir com a resultat 94 vots a favor, 65 abstencions i 15 en contra. Dos anys després de la decisió de l'ONU, el febrer de 2019, el TIJ va expressar en la seva sentència contra el Regne Unit que ha d'abandonar i posar fi «el més ràpidament possible» a l'administració de l'arxipèlag de Chagos, en considerar que no va ser separat de forma adequada de Maurici després de la descolonització.